# Dacunju jucunda
Dacunju jucunda är en fjärilsart som beskrevs av Walker 1855. Dacunju jucunda ingår i släktet Dacunju och familjen påfågelsspinnare. Inga underarter finns listade i Catalogue of Life.